# 赤迫停留場
赤迫停留場（日语：／ Akasako teiryūjō */?）是一個位於長崎縣長崎市赤迫一丁目，屬於長崎電氣軌道赤迫支線的停留所。

## 相鄰停留所
長崎電氣軌道
赤迫支線（1、2、3系統）
赤迫－住吉